# Frederik Bloch Münster
Frederik Bloch Münster, né le 3 novembre 1994 à Esbjerg (Danemark), est un homme politique danois, membre du Parti populaire conservateur. Il est membre du Folketing depuis 2024.

## Biographie
À partir de 2015, Frederik Bloch Münster suit des études de sciences politiques à l'université de Copenhague, dont il est diplômé en 2021.
Engagé au sein du Parti populaire conservateur, il est candidat aux élections législatives de juin 2019, mais n'est pas élu. Il est de nouveau candidat lors des élections législatives anticipées du 1er novembre 2022, et ne parvient pas à remporter de siège au Folketing, mais devient le premier suppléant de son parti dans sa circonscription. À ce titre, il devient député en juin 2024 après que Niels Flemming Hansen ait décidé de quitter le Folketing après son élection au Parlement européen. En août, il devient le porte-parole politique de son groupe parlementaire.